# Хајмира (Индијана)
Хајмира (енгл. Hymera) град је у америчкој савезној држави Индијана.

## Демографија
По попису из 2010. године број становника је 801, што је 32 (-3,8%) становника мање него 2000. године.
| Група             | 2000.       | 2010.       |
| Белци             | 828 (99,4%) | 792 (98,9%) |
| Афроамериканци    | 0 (0,0%)    | 0 (0,0%)    |
| Азијати           | 0 (0,0%)    | 0 (0,0%)    |
| Хиспаноамериканци | 0 (0,0%)    | 1 (0,1%)    |
| Укупно            | 833         | 801         |